# Charles Henry Dietrich
Charles Henry Dietrich, född 26 november 1853 i Aurora, Illinois, död 10 april 1924 i Hastings, Nebraska, var en amerikansk republikansk politiker. Han var guvernör i delstaten Nebraska från januari till maj 1901. Han representerade Nebraska i USA:s senat 1901–1905.
Dietrich flyttade 1878 till Nebraska. Han var verksam inom handeln och banksektorn. Han grundade banken German National Bank i Hastings. Han efterträdde i januari 1901 William A. Poynter som guvernör. Han efterträdde sedan William V. Allen som senator för Nebraska. Tillsammans med de andra republikanerna i specialutskottet som behandlade frågor som gällde Filippinerna stödde Dietrich USA:s imperialistiska politik i Filippinsk-amerikanska kriget. Dietrich efterträddes 1905 som senator av Elmer Burkett.
Dietrich avled 1924 och gravsattes på Parkview Cemetery i Hastings.